# Martin Sandberger
 Martin Sandberger (Charlottenburg, 17 augustus 1911 - Stuttgart, 30 maart 2010) was een SS-Standartenführer (kolonel) in de SS en bevelhebber van Sonderkommando 1a van de Einsatzgruppen van de Sicherheitspolizei en de SD A. Hij was ook bevelhebber van de Sicherheitspolizei en de Sicherheitsdienst (SD) in Estland. Sandberger speelde ook een belangrijke rol bij de massamoorden op de Joden in de Baltische staten.
Martin Sandberger werd geboren in Charlottenburg bij Berlijn als zoon van een directeur van I.G. Farben. Sandberger studeerde rechten aan de universiteiten van München, Keulen, Freiburg en Tübingen. Op de leeftijd van 20 jaar sloot hij zich aan bij de NSDAP en SA. Van 1932 tot 1933 was Sandberger nazi-studentenactivist en studentenleider in Tübingen. In november 1933 promoveerde hij cum laude. Als functionaris van de nazi-studentenliga werd hij uiteindelijk universitair inspecteur.
In 1936 werd hij lid van de SS en de SD onder het commando van Gustav Adolf Scheel in Württemberg. Binnen de SD maakte hij snel carrière en werd in 1938 SS-Sturmbannführer (majoor). In oktober 1939 werd Sandberger door Himmler aangesteld als leider over de noordoostelijke regio (de net bezette gebieden). Na het begin van de oorlog werd hij de leider van Sonderkommando 1a van de Einsatzgruppen (met Franz Walter Stahlecker) die verantwoordelijk was voor de uitroeiing van de Joden en andere ongewenste groepen in de Baltische staten. In zijn jaarlijkse rapport maakte hij in 1942 melding van 941 vermoorde Joden. In december 1941 werd hij commandant van de SD in Estland.
Sandberger werd na de oorlog gearresteerd en ter dood veroordeeld. Zijn straf werd vervolgens omgezet in levenslang. Door bemoeienis van onder andere zijn vader - gepensioneerd directeur van IG Farben - resulteerde een lobby voor gratie, onder meer bij bondspresident Theodor Heuss, uiteindelijk in 1958 tot onvoorwaardelijke invrijheidsstelling. Na zijn vrijstelling leidde Sandberger een teruggetrokken leven als juridisch adviseur en lid van het management van de Lechler-groep, een onderneming die industriële sproeisystemen produceert, thans gevestigd in Metzingen. Hij overleed op 30 maart 2010 op 98-jarige leeftijd in een verpleegtehuis.

## Militaire loopbaan
- SS-Sturmbannführer: 9 november 1938[2]
- SS-Obersturmbannführer: 9 november 1942[3]

## Lidmaatschapsnummers
- NSDAP-nr.: 774 980[2] (lid geworden 1 december 1931)
- SS-nr.: 272 495[2] (lid geworden 11 mei 1935)

## Decoraties
- IJzeren Kruis 1939, 2e Klasse[2]
- SS-Ehrenring[2]
- Ehrendegen des Reichsführers-SS[2]